# Курцбауэр, Эдуард
Эдуард Курцбауэр (нем. Eduard Kurzbauer; 2 марта 1840 — 13 января 1879) — немецкий живописец народного быта.

## Биография
Работал в литографском заведении Рейфенштейна и Реша, в Вене, и посещал классы Академии художеств, а затем, поступив в её ученики, занимался в ней четыре с половиной года. Написанная им в 1867 г. многофигурная картина «Сказочница» впервые обратила на него внимание публики и привела его в Мюнхен, в мастерскую Пилоти, под руководством которого молодой художник вполне освоил трудности техники. После этого быстро следовали одна за другой его многочисленные картины, делая его всё более известным.
Редкая находчивость в выборе сюжетов, жизненность композиции, проникнутой теплым чувством, иногда с оттенком юмора, сильная и, вместе с тем, правдивая характеристика выведенных на сцену лиц, свежесть и энергичность колорита — таковы вообще достоинства его произведений, из которых особенно удачными могут считаться: «Догнанные беглецы» (1870; находится в Венской галерее), «Отказанный жених» (1871), «Деревенский праздник» (1873), «Проба вина», «Неосновательная ревность» (1874), «Бурная помолвка» (1874), «Совещание по поводу выборов», «Рождественская ёлка» (1875) и «Первое письмо» (1877).